# Bill Tuiloma
Bill Tuiloma, né le 27 mars 1995 à Otahuhu, est un footballeur international néo-zélandais. Il joue au poste de défenseur ou de milieu de terrain au Charlotte FC en MLS.
En sélection, il participe à la Coupe d'Océanie 2016 et à la Coupe des confédérations 2017 en Russie.

## Biographie

### En club

#### Débuts en Nouvelle-Zélande
Bill Tuiloma fait ses débuts pour la victoire de son équipe de Waitakere United sur Otago United Football Club (6-0) dans un match de championnat de Nouvelle-Zélande de football de la saison 2011-2012. Il quitte le club en 2012 pour rejoindre le Birkenhead United, avec lequel il marque un doublé dans les quarts de finale de la Coupe Chatham 2013. 

#### Transfert à l'Olympique de Marseille et prêt à Strasbourg
Il se distingue auprès des recruteurs de l'Olympique de Marseille lors de la Coupe du monde de football des moins de 20 ans 2013 et s'engage avec le club phocéen le 29 juillet 2013 pour deux saisons en tant que stagiaire. 
Tuiloma évolue d' abord avec l' équipe des moins de 19 ans en UEFA Youth League lors de la saison 2013-2014 et en équipe réserve. Bill Tuiloma fait sa première apparition sur une feuille de  match avec Marseille lors de la dix-huitième journée de Ligue 1 face à Lyon. Il fait ses débuts en équipe première en Ligue 1 le 7 février 2015 contre le Stade rennais. Entré en jeu en seconde mi-temps à la place de Lucas Ocampos, les deux équipes se séparent sur un match nul (1-1). Le 20 juillet 2015, il signe son premier contrat professionnel à l'Olympique de Marseille. 
Le 30 août suivant, il est prêté au RC Strasbourg qui évolue en National. Il prend part à neuf rencontres de championnat (onze rencontres toutes compétitions confondues) et en fin de saison, le club alsacien est promu en Ligue 2 en étant champion de National.

#### Nouveau statut en MLS
Bill Tuiloma s'engage avec les Timbers de Portland le 26 juillet 2017.
Après six saisons avec les Timbers, il est transféré au Charlotte FC pour un montant d'allocation garanti de 800 000 dollars le 16 février 2023.

### En sélection
Bill Tuiloma évolue dans les équipes des moins de 17 ans et des moins de 20 ans de Nouvelle-Zélande avec lesquelles il est champion d'Océanie à deux reprises, d'abord en 2011 avec les moins de 17 ans (2-0 contre Tahiti) puis en 2013 avec les moins de 20 ans (devant les Fidji). Il participe également à la coupe du monde 2011 avec les moins de 17 ans en prenant part à quatre rencontres mais est sorti de la compétition en huitième de finale part le Japon (6-0) et à la coupe du monde 2013 avec les U20 en prenant part à deux rencontres, sa sélection termine dernière de son groupe sans marquer un seul point.
Il est appelé pour la première fois en octobre 2013 en équipe de Nouvelle-Zélande par le sélectionneur Ricki Herbert pour disputer un match amical face à Trinité-et-Tobago. Il entre en jeu en seconde mi-temps. Les deux équipes se séparent sur un match nul (0-0).
En 2015, il participe à la coupe du monde des moins de 20 ans avec l'équipe de Nouvelle-Zélande en tant que capitaine. Après avoir joué les quatre rencontres de sa sélection, il est éliminé en huitième de finale contre le Portugal (2-1).

## Statistiques
| Saison                | Club                   | Championnat           | Championnat | Championnat | Coupe(s) nationale(s) | Coupe(s) nationale(s) | Compétition(s) continentale(s) | Compétition(s) continentale(s) | Compétition(s) continentale(s) | Nouvelle-Zélande | Nouvelle-Zélande | Total | Total |
| Saison                | Club                   | Division              | M.          | B.          | M.                    | B.                    | Comp.                          | M.                             | B.                             | M.               | B.               | M.    | B.    |
| 2011-2012             | Waitakere United       | ASB Premiership       | 1           | 0           | -                     | -                     | -                              | -                              | -                              | -                | -                | 1     | 0     |
| 2013-2014             | Olympique de Marseille | Ligue 1               | -           | -           | -                     | -                     | -                              | -                              | -                              | 4                | 0                | 4     | 0     |
| 2014-2015             | Olympique de Marseille | Ligue 1               | 2           | 0           | -                     | -                     | -                              | -                              | -                              | 4                | 0                | 6     | 0     |
| 2015-2016             | RC Strasbourg (prêt)   | National              | 9           | 0           | 2                     | 0                     | -                              | -                              | -                              | 5                | 0                | 16    | 0     |
| 2016-2017             | Olympique de Marseille | Ligue 1               | -           | -           | -                     | -                     | -                              | -                              | -                              | 8                | 0                | 8     | 0     |
| Sous-total            | Sous-total             | Sous-total            | 2           | 0           | 0                     | 0                     | -                              | -                              | -                              | 16               | 0                | 18    | 0     |
| 2017                  | Timbers de Portland    | MLS                   | 0           | 0           | -                     | -                     | -                              | -                              | -                              | 3                | 0                | 3     | 0     |
| 2018                  | Timbers de Portland    | MLS                   | 13          | 0           | 7                     | 1                     | -                              | -                              | -                              | -                | -                | 20    | 1     |
| 2019                  | Timbers de Portland    | MLS                   | 26          | 1           | -                     | -                     | -                              | -                              | -                              | 2                | 0                | 28    | 1     |
| 2020                  | Timbers de Portland    | MLS                   | 14          | 1           | -                     | -                     | -                              | -                              | -                              | -                | -                | 14    | 1     |
| 2021                  | Timbers de Portland    | MLS                   | 27          | 1           | -                     | -                     | LCC                            | 2                              | 0                              | 1                | 1                | 30    | 2     |
| 2022                  | Timbers de Portland    | MLS                   | 30          | 6           | 1                     | 0                     | -                              | -                              | -                              | 9                | 3                | 40    | 9     |
| Sous-total            | Sous-total             | Sous-total            | 110         | 9           | 8                     | 1                     | -                              | 2                              | 0                              | 15               | 4                | 135   | 14    |
| 2023                  | Charlotte FC           | MLS                   | 17          | 0           | 2                     | 0                     | LCup                           | 0                              | 0                              | 2                | 0                | 21    | 0     |
| Total sur la carrière | Total sur la carrière  | Total sur la carrière | 139         | 9           | 12                    | 1                     | -                              | 2                              | 0                              | 38               | 4                | 191   | 14    |

### Sélection nationale de Nouvelle-Zélande
Le tableau suivant liste les rencontres de l'équipe de Nouvelle-Zélande auxquelles Bill Tuiloma a participé, depuis le 15 octobre 2013 jusqu'à présent.
| Matches internationaux de Bill Tuiloma | Matches internationaux de Bill Tuiloma | Matches internationaux de Bill Tuiloma                          | Matches internationaux de Bill Tuiloma | Matches internationaux de Bill Tuiloma | Matches internationaux de Bill Tuiloma | Matches internationaux de Bill Tuiloma                                       |
|                                        | Date                                   | Lieu                                                            | Adversaire                             | Résultat                               | Compétition                            | Notes                                                                        |
| -------------------------------------- | -------------------------------------- | --------------------------------------------------------------- | -------------------------------------- | -------------------------------------- | -------------------------------------- | ---------------------------------------------------------------------------- |
| 1.                                     | 15 octobre 2013                        | Hasely Crawford Stadium, Port-d'Espagne, Trinité-et-Tobago      | Trinité-et-Tobago                      | 0 – 0                                  | Match amical                           | Entre à la place de Leo Bertos à la 45e minute de jeu.                       |
| 2.                                     | 19 novembre 2013                       | Westpac Stadium, Wellington, Nouvelle-Zélande                   | Mexique                                | 2 - 4                                  | Éliminatoires du mondiale 2014         | Titulaire et remplacé par Louis Fenton à la 50e minute de jeu.               |
| 3.                                     | 5 mars 2014                            | Stade olympique national, Tokyo, Japon                          | Japon                                  | 4 - 2                                  | Match amical                           | Titulaire et remplacé par Ben Sigmund à la 58e minute de jeu.                |
| 4.                                     | 30 mai 2014                            | Mount Smart Stadium, Auckland, Nouvelle-Zélande                 | Afrique du Sud                         | 0 – 0                                  | Match amical                           | Titulaire et remplacé par James Musa à la 70e minute de jeu.                 |
| 5.                                     | 8 semptembre 2014                      | Stade Pakhtakor Markaziy, Tachkent, Ouzbékistan                 | Ouzbékistan                            | 3 - 1                                  | Match amical                           | Titulaire et remplacé par Joel Stevens à la 81e minute de jeu.               |
| 6.                                     | 14 novembre 2014                       | Nanchang Bayi Stadium, Nanchang, Chine                          | Chine                                  | 1 – 1                                  | Match amical                           | Titulaire et remplacé par Tim Payne à la 60e minute de jeu.                  |
| 7.                                     | 18 novembre 2014                       | 80th Birthday Stadium, Nakhon Ratchasima, Thaïlande             | Thaïlande                              | 2 - 0                                  | Match amical                           | Titulaire.                                                                   |
| 8.                                     | 31 mars 2015                           | Stade de la Coupe du monde de Séoul, Séoul, Corée du Sud        | Corée du Sud                           | 1 - 0                                  | Match amical                           | Titulaire et remplacé par Benjamin van den Broek à la 82e minute de jeu.     |
| 9.                                     | 7 septembre 2015                       | Thuwunna Stadium, Yangon, Birmanie                              | Birmanie                               | 1 – 1                                  | Match amical                           | Titulaire et remplacé par Clayton Lewis à la 56e minute de jeu.              |
| 10.                                    | 28 mai 2016                            | Sir John Guise Stadium, Port Moresby, Papouasie-Nouvelle-Guinée | Fidji                                  | 3 - 1                                  | Coupe d'Océanie 2016                   | Titulaire                                                                    |
| 11.                                    | 31 mai 2016                            | Sir John Guise Stadium, Port Moresby, Papouasie-Nouvelle-Guinée | Vanuatu                                | 5 - 0                                  | Coupe d'Océanie 2016                   | Titulaire et remplacé par Marco Rojas à la 45e minute de jeu.                |
| 12.                                    | 8 juin 2016                            | Sir John Guise Stadium, Port Moresby, Papouasie-Nouvelle-Guinée | Nouvelle-Calédonie                     | 1 - 0                                  | Coupe d'Océanie 2016                   | Titulaire et remplacé par Kosta Barbarouses à la 72e minute de jeu.          |
| 13.                                    | 11 juin 2016                           | Sir John Guise Stadium, Port Moresby, Papouasie-Nouvelle-Guinée | Papouasie-Nouvelle-Guinée              | 0 - 0 4 tab 2                          | Coupe d'Océanie 2016                   | Titulaire et remplacé par Moses Dyer à la 71e minute de jeu.                 |
| 14.                                    | 12 novembre 2016                       | North Harbour Stadium, Auckland, Nouvelle-Zélande               | Nouvelle-Calédonie                     | 2 - 0                                  | Éliminatoires mondial 2018             | Titulaire.                                                                   |
| 15.                                    | 15 novembre 2016                       | Stade Yoshida, Koné, Nouvelle-Calédonie                         | Nouvelle-Calédonie                     | 0 - 0                                  | Éliminatoires mondial 2018             | Entre en jeu à la place de Te Atawhai Hudson-Wihongi à la 58e minute de jeu. |
| 16.                                    | 25 mars 2017                           | Churchill Park, Lautoka, Fidji                                  | Fidji                                  | 0 - 2                                  | Éliminatoires mondial 2018             | Titulaire et remplacé par Ryan Thomas à la 69e minute de jeu.                |
| 17.                                    | 2 juin 2017                            | Windsor Park, Belfast, Irlande du Nord                          | Irlande du Nord                        | 1 - 0                                  | Match amical                           | Entre en jeu à la place de Clayton Lewis à la 46e minute de jeu.             |
| 18.                                    | 12 juin 2017                           | Stade Traktor, Minsk, Biélorussie                               | Biélorussie                            | 1 - 0                                  | Match amical                           | Entre en jeu à la place de Themistoklis Tzimopoulos à la 51e minute de jeu.  |
| 19.                                    | 17 juin 2017                           | Stade de Saint-Pétersbourg, Saint-Pétersbourg, Russie           | Russie                                 | 2 - 0                                  | Coupe des Confédérations 2017          | Entre en jeu à la place de Kosta Barbarouses à la 61e minute de jeu.         |
| 20.                                    | 21 juin 2017                           | Stade olympique Ficht, Sotchi, Russie                           | Mexique                                | 2 - 1                                  | Coupe des Confédérations 2017          | Entre en jeu à la place de Clayton Lewis à la 58e minute de jeu.             |
| 21.                                    | 24 juin 2017                           | Stade de Saint-Pétersbourg, Saint-Pétersbourg, Russie           | Portugal                               | 4 - 0                                  | Coupe des Confédérations 2017          | Entre en jeu à la place de Michael McGlinchey à la 37e minute de jeu.        |
| 22.                                    | 6 octobre 2017                         | Stade Toyota, Toyota, Japon                                     | Japon                                  | 2 - 1                                  | Match amical                           | Entre en jeu à la place de Michael McGlinchey à la 83e minute de jeu.        |
| 23.                                    | 11 novembre 2017                       | Wellington Regional Stadium, Wellington, Nouvelle-Zélande       | Pérou                                  | 0 - 0                                  | Éliminatoires mondial 2018             | Entre en jeu à la place de Marco Rojas à la 78e minute de jeu.               |
| 24.                                    | 15 novembre 2017                       | Estadio Nacional, Lima, Pérou                                   | Pérou                                  | 2 - 0                                  | Éliminatoires mondial 2018             | Titulaire et remplacé par Chris Wood à la 46e minute de jeu.                 |
| 25.                                    | 14 novembre 2019                       | Aviva Stadium, Dublin, Irlande                                  | République d'Irlande                   | 3 - 1                                  | Match amical                           | Entre en jeu à la place de Winston Reid à la 46e minute de jeu.              |
| 26.                                    | 17 novembre 2019                       | Stade LFF, Vilnius, Lituanie                                    | Lituanie                               | 1 - 0                                  | Match amical                           | Titulaire.                                                                   |
| 27.                                    | 9 octobre 2021                         | Stade LFF, Vilnius, Lituanie                                    | Curaçao                                | 1 - 2                                  | Match amical                           | Titulaire et remplacé par Michael Boxall à la 89e minute de jeu.             |

## Palmarès

### En club
Lors de la saison 2011-2012, il est champion de Nouvelle-Zélande avec le Waitakere United grâce à sa participation à une rencontre de championnat.
Lors de la saison 2014-2015, il est champion du groupe G de CFA 2 (5e division) avec l'équipe réserve de l'Olympique de Marseille en participant à seize matchs de championnat et inscrivant un but. Lors de la saison 2015-2016, il est prêté au RC Strasbourg avec qui il est champion de France National en participant à neuf matchs de championnat.
Avec les Timbers de Portland, Bill Tuiloma est deux fois finaliste de la Coupe MLS en 2018 et 2021.

### En sélection
Avec les équipes nationales jeunes, il est champion d'Océanie de football avec l'équipe de Nouvelle-Zélande des -17 ans en battant Tahiti en finale en 2011 puis champion d'Océanie de football avec l'équipe de Nouvelle-Zélande des -20 ans en 2013.
En 2016, il est champion d'Océanie avec l'équipe de Nouvelle-Zélande en battant la Papouasie-Nouvelle-Guinée en finale lors de la séance de tirs au but.